# Bill Woolsey
Bill Woolsey (n. 13 septembrie 1934, Territory of Hawaii⁠(d), SUA – d. 25 iunie 2022, California, SUA) a fost un înotător american, medaliat olimpic. A participat la 2 ediții ale Jocurilor Olimpice (1952, 1956) în care a câștigat două medalii de aur și două medalii de argint.